# Lipótváros
Lipótváros ([ˈlipoːtvaːɾoʃ], en allemand : Leopoldstadt) est un quartier de Budapest situé dans le 5e arrondissement. Il correspond à l'extension nord du centre-ville de la capitale, cerné par le Danube et Bajcsy-Zsilinszky út.
Situé au nord du Belváros, Lipótváros a été établi au début du XIXe siècle et devint le centre politique de la Hongrie au début du XXe siècle lorsque le Parlement hongrois fut édifié sur Kossuth Lajos tér. De nombreux ministères furent construits dans les dernières décennies. Après 1989, Lipótváros change progressivement pour redevenir l'un des centres d'affaires de Budapest, avec de nombreuses banques et immeubles de bureaux. On y trouve un patrimoine riche de palais et d'édifices construits à la fin du XIXe siècle et au début du XXe.

## Monuments
Dans ce quartier se trouvent notamment les bâtiments suivants :
- Parlement hongrois
- Kossuth Lajos tér
- Télévision hongroise
- Banque nationale de Hongrie
- Ambassade des États-Unis
- Musée ethnographique de Budapest
- Ministère de l'Éducation
- Ministère de l'Intérieur
- Ministère des Finances
- Ministère de la Jeunesse
- Académie hongroise des sciences
- Palais Gresham
- Basilique Saint-Etienne de Pest
- Palais Wellisch
- Maison de verre

## Galerie

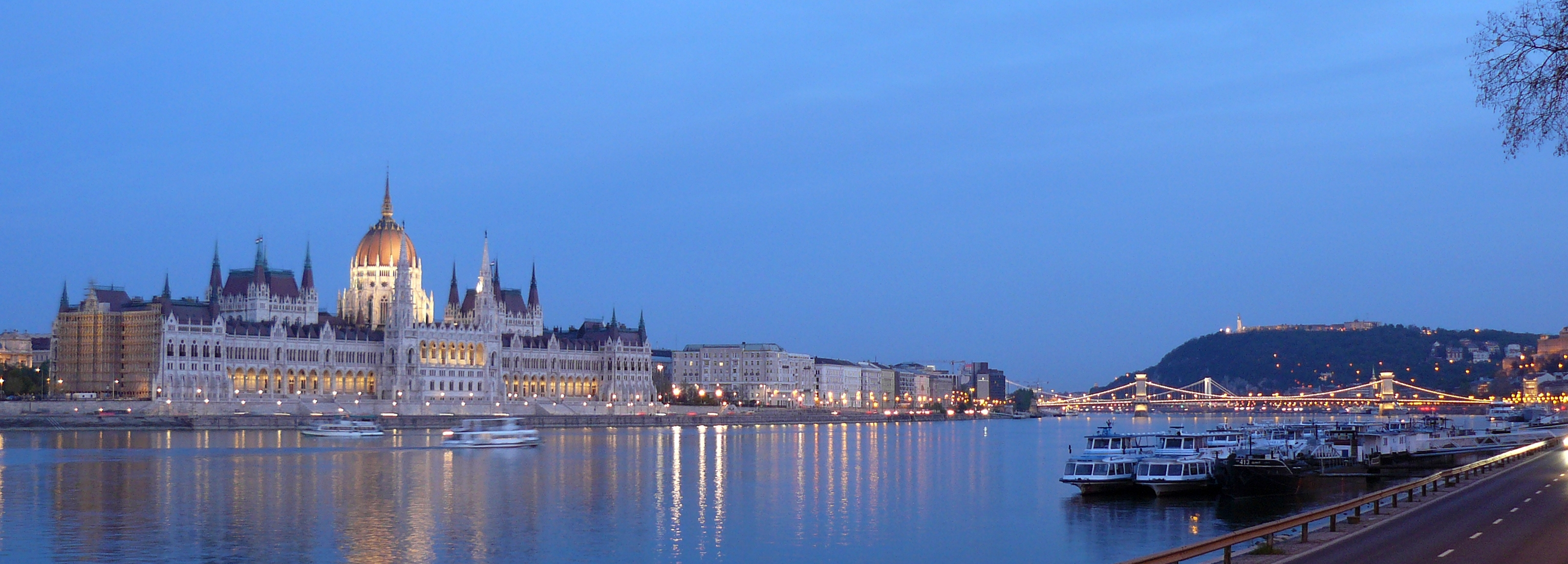
Le Parlement hongrois
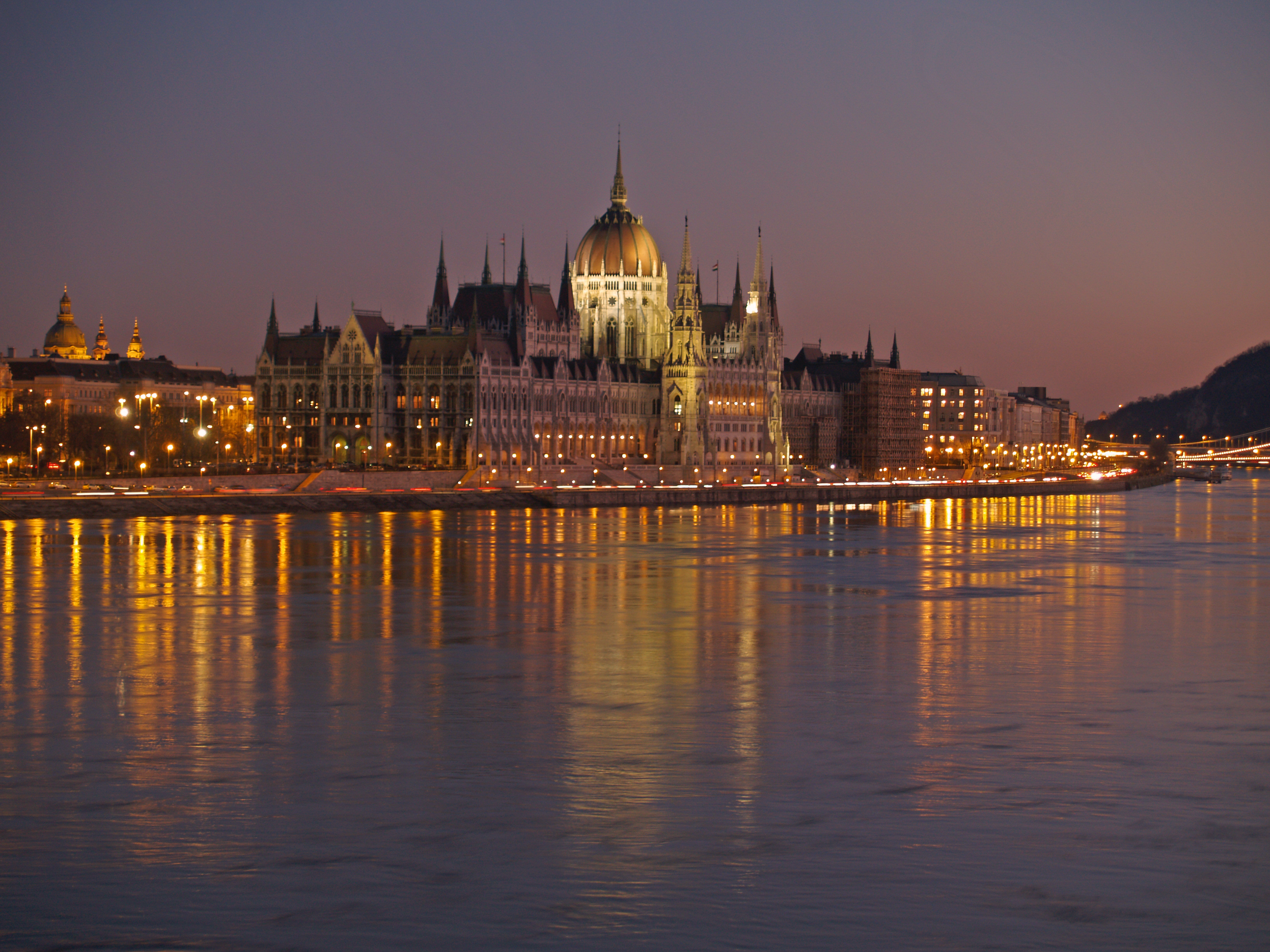
Le Parlement hongrois
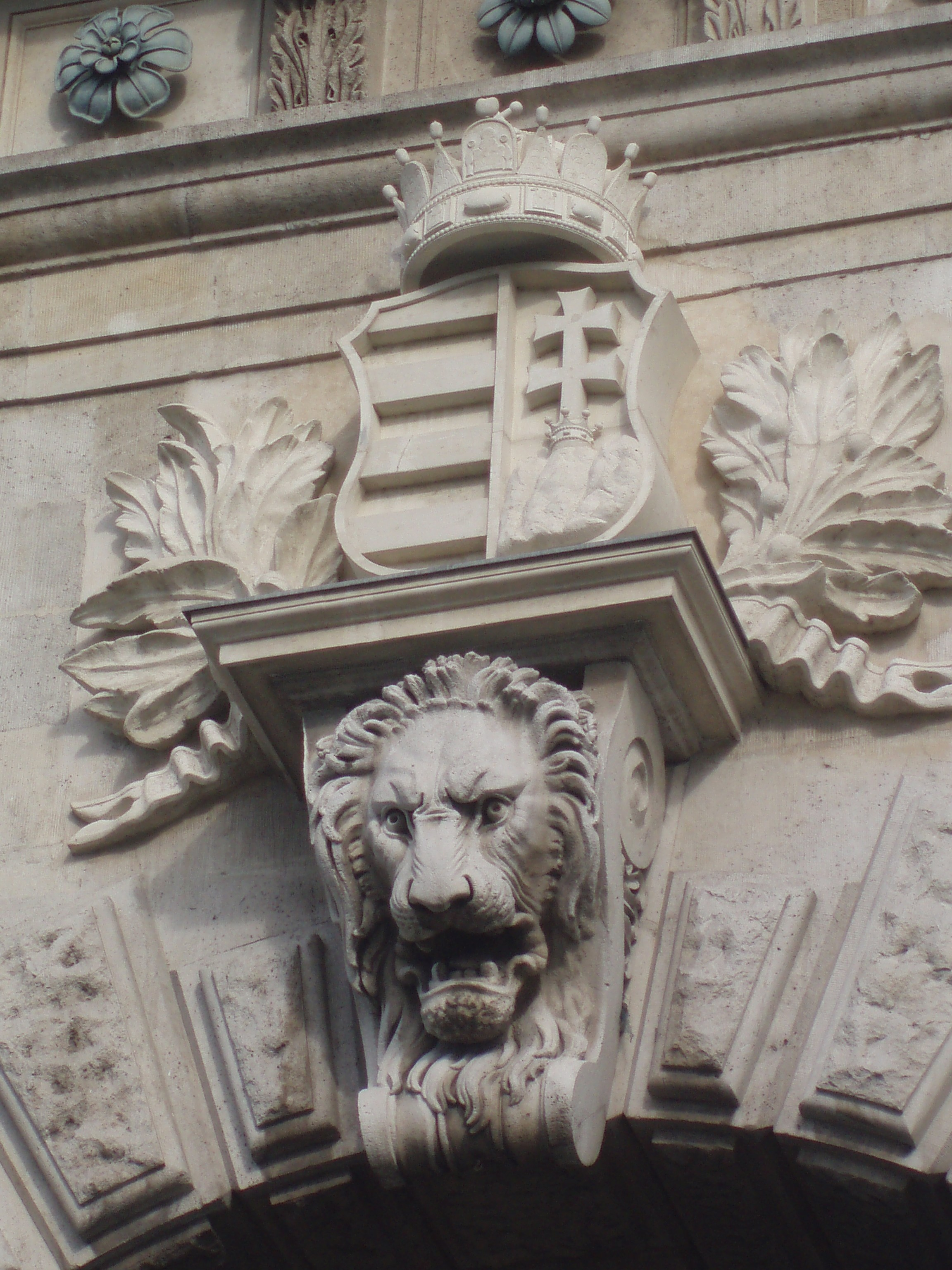
Vue du Pont des chaînes
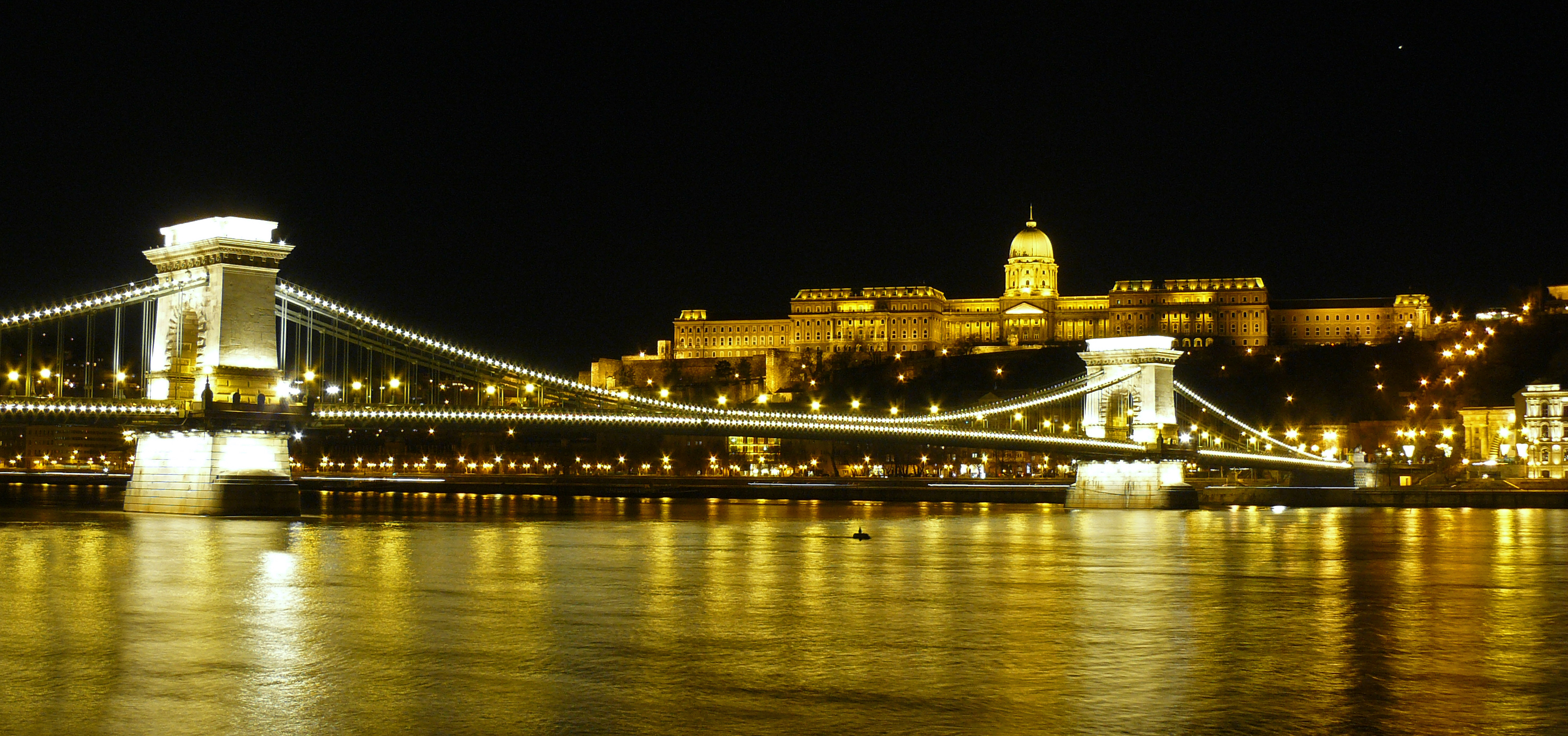
Le Pont des chaînes avec en arrière-plan le Château de Buda
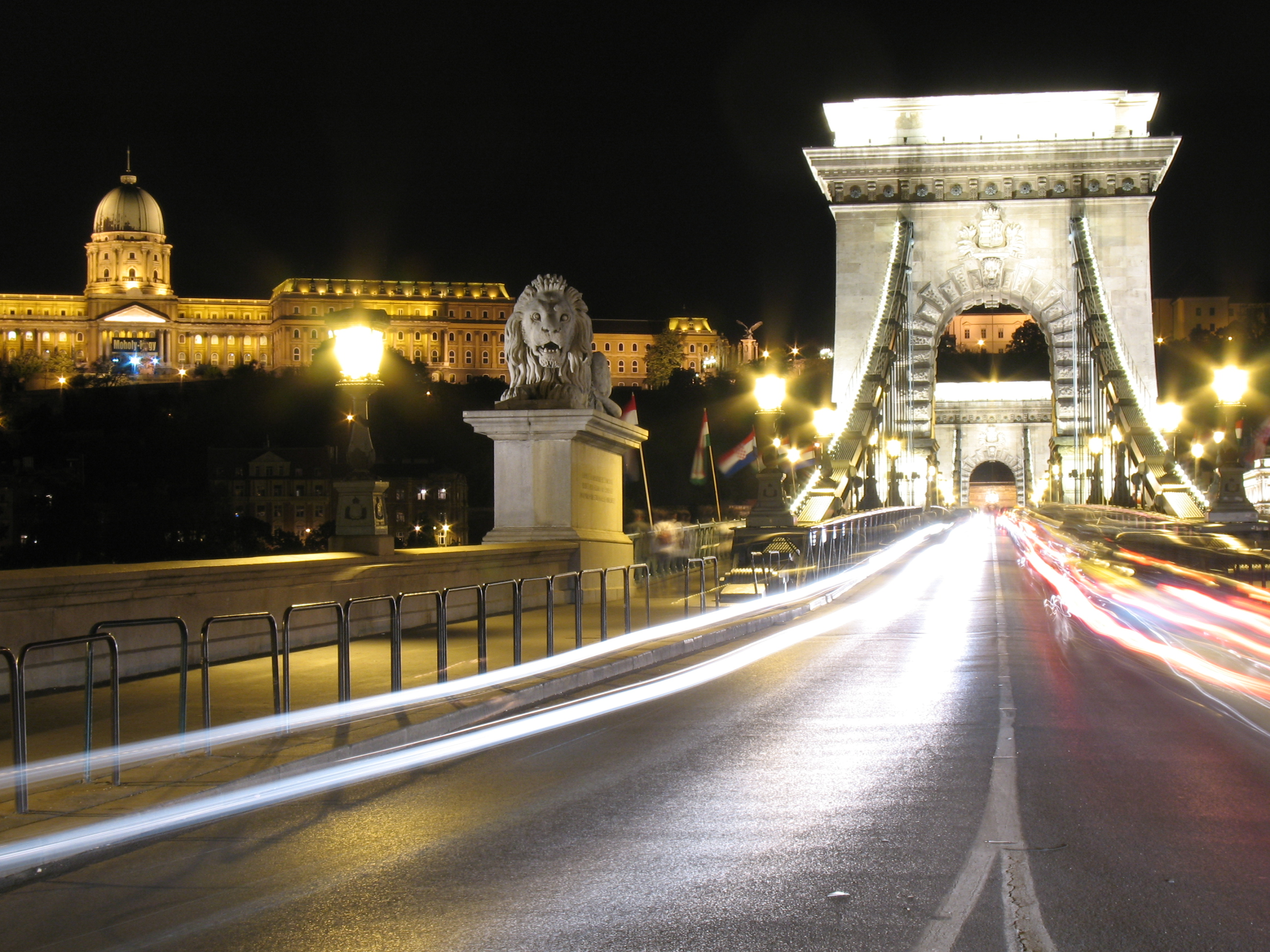
Le Pont des chaînes
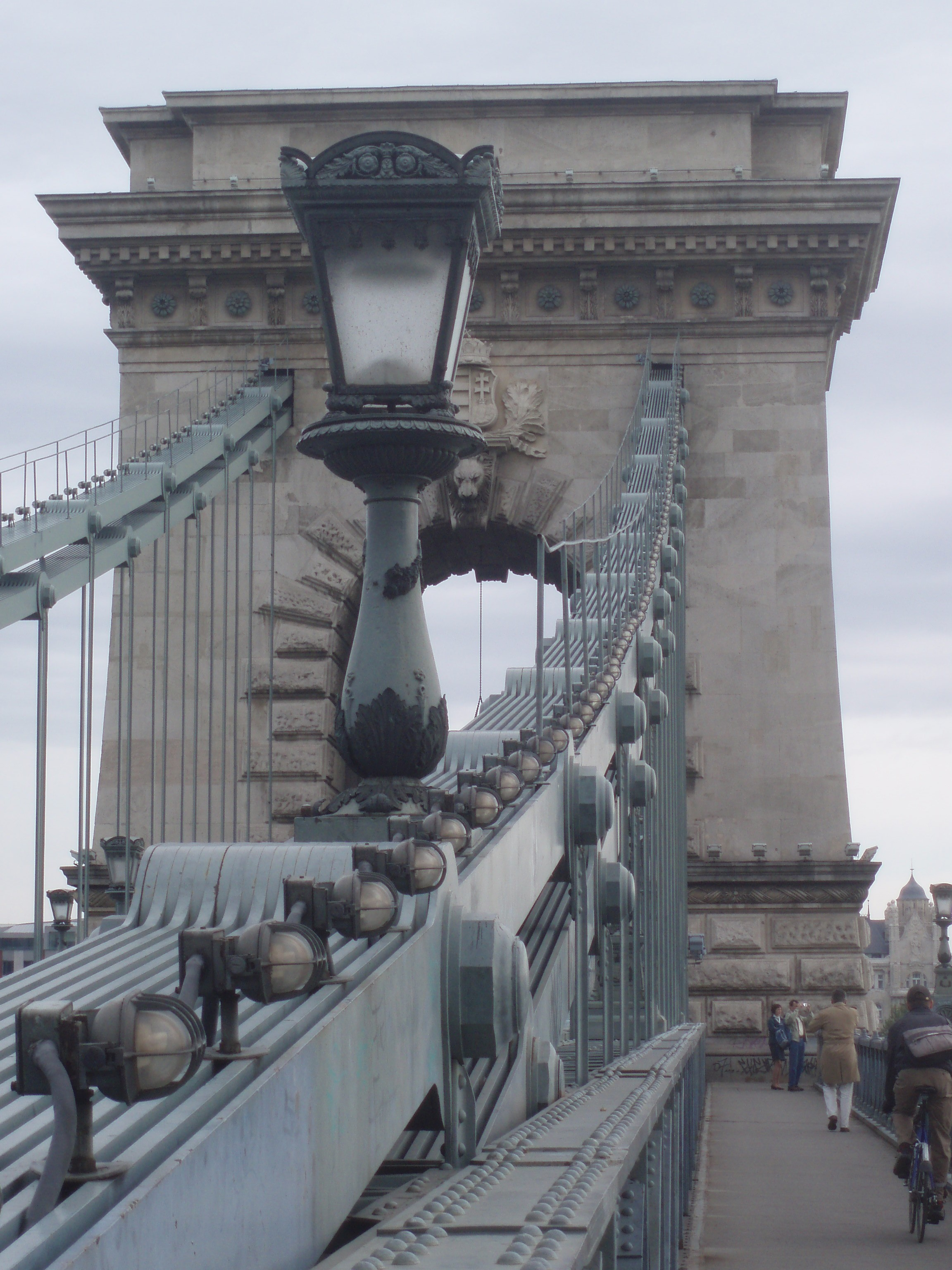
Le Pont des chaînes
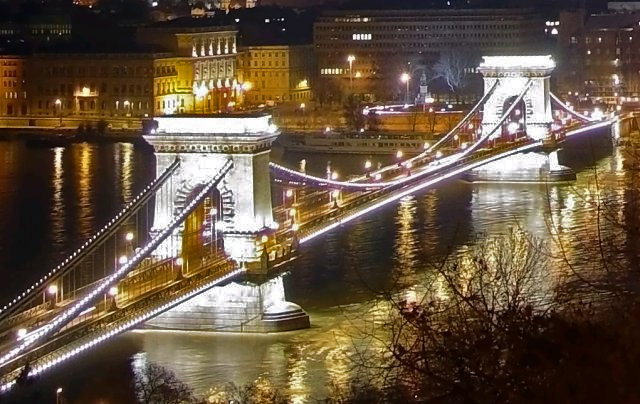
Le Pont des chaînes
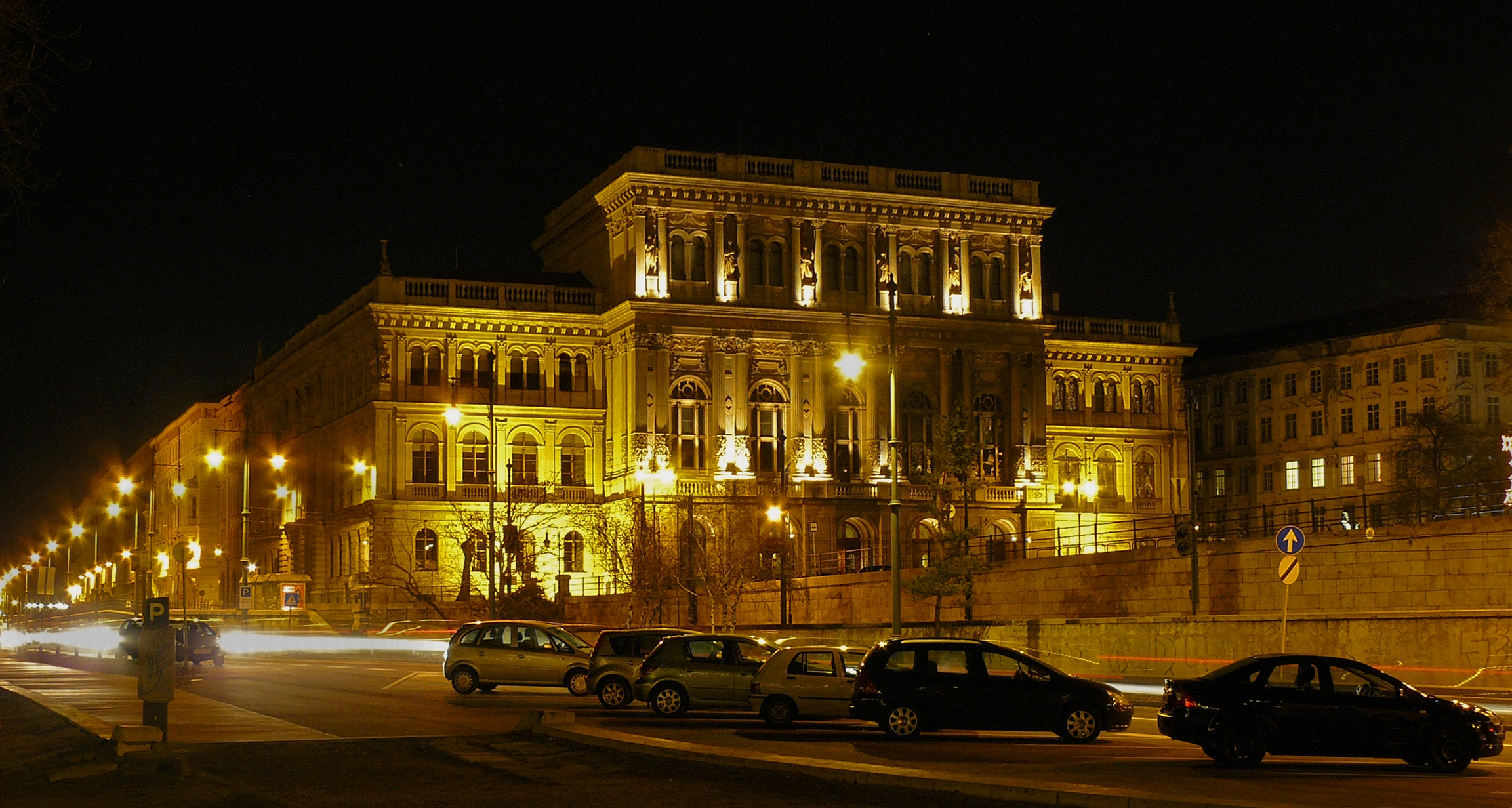
L'Académie hongroise des sciences
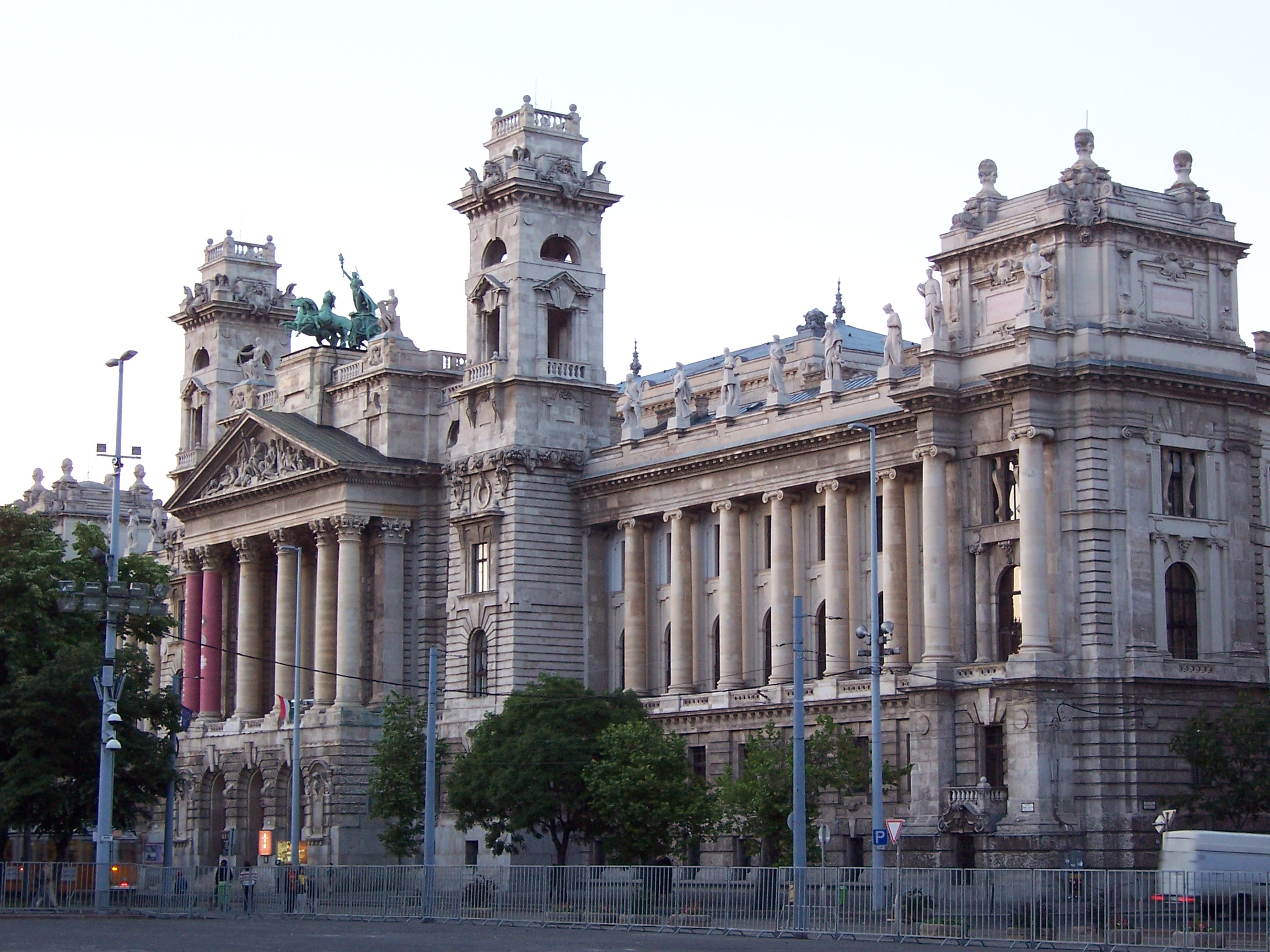
Le Musée ethnographique
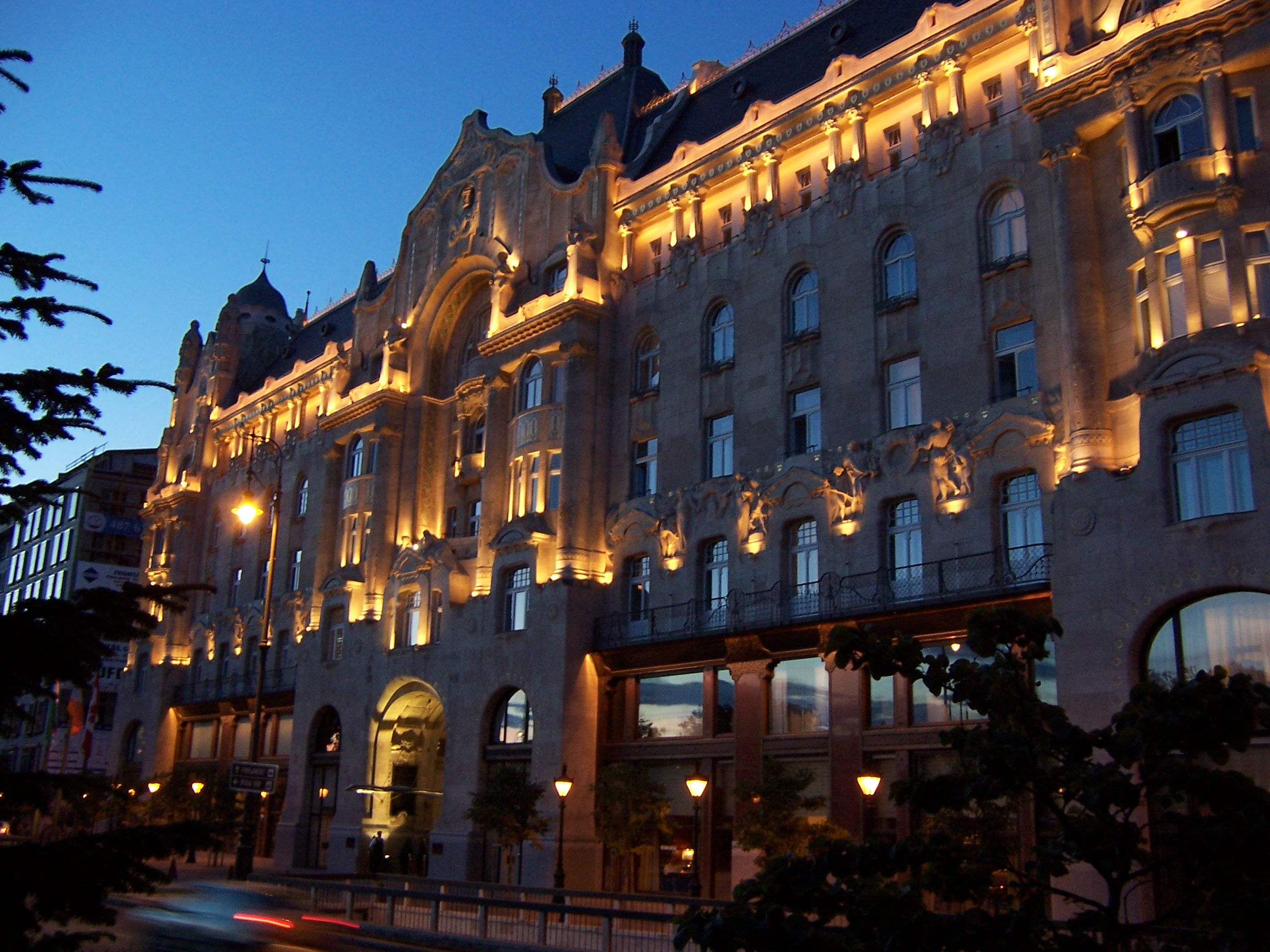
Le Palais Gresham
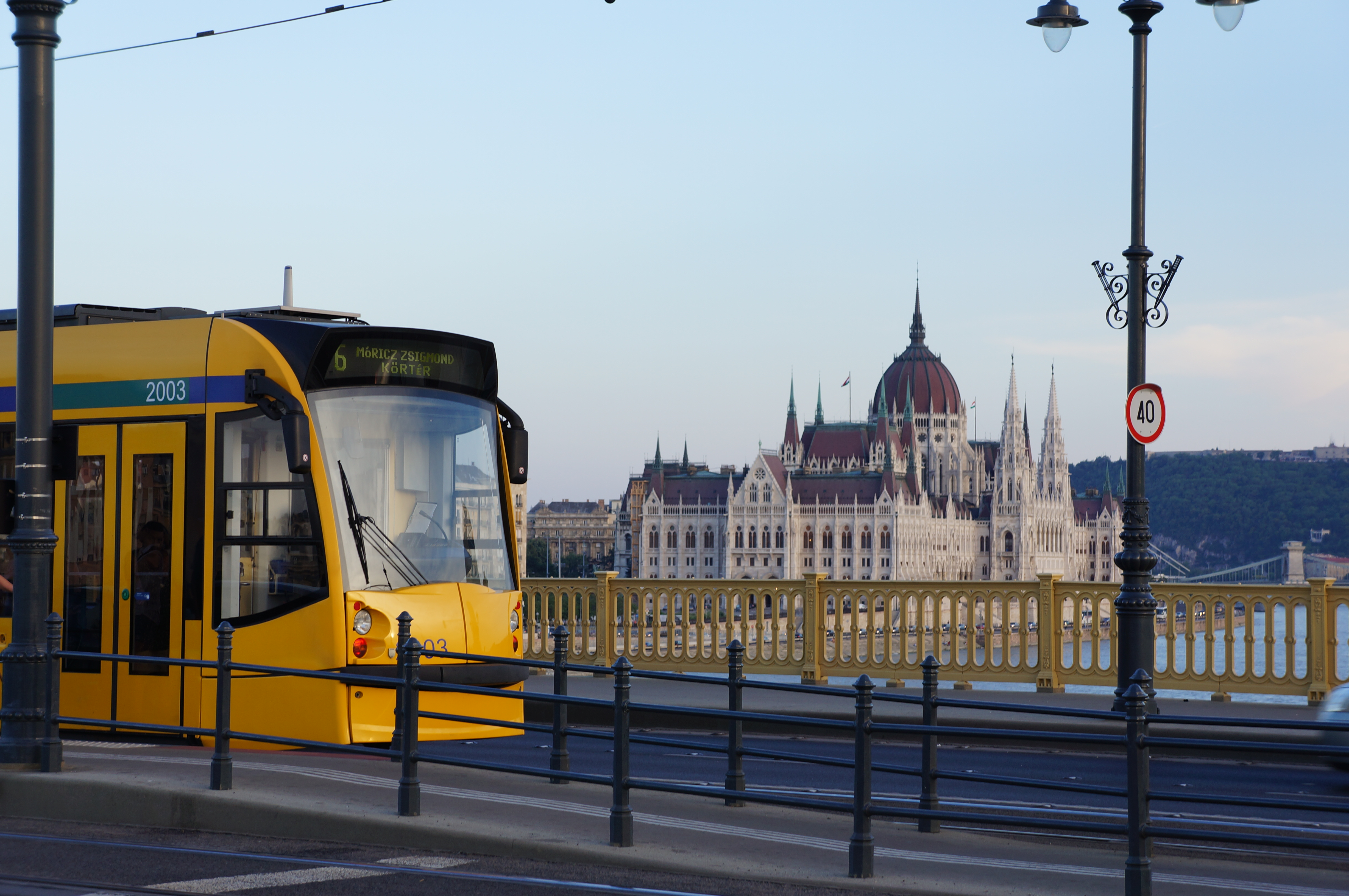
Le Parlement hongrois vu du Margit híd (pont Marguerite)